# BWF International Series 2009
Die BWF International Series 2009 war die dritte Auflage der BWF International Series im Badminton.

## Turniere und Sieger
| Veranstaltung | Herreneinzel             | Dameneinzel                        | Herrendoppel                             | Damendoppel                                      | Mixed                                       |
| ------------- | ------------------------ | ---------------------------------- | ---------------------------------------- | ------------------------------------------------ | ------------------------------------------- |
| Estland       | Ville Lång               | Tatjana Bibik                      | Naoki Kawamae Shoji Sato                 | Cai Jiani Bo Rong                                | Zhang Yi Cai Jiani                          |
| Iran          | Kheradmandi              | Variella Aprilsasi Putri Lejarsari | Kheradmandi Ali Shahhosseini             | Variella Aprilsasi Putri Lejarsari Ezgi Epice    | nicht ausgetragen                           |
| Uganda        | Ali Shahhosseini         | Karen Foo Kune                     | Shaban Nkutu Ali Shahhosseini            | Shamim Bangi Margaret Nankabirwa                 | Abraham Wogute Rita Namusisi                |
| Portugal      | Magnus Sahlberg          | Jill Pittard                       | Ruben Gordown Khosadalina Stenny Kusuma  | Emelie Lennartsson Emma Wengberg                 | Łukasz Moreń Natalia Pocztowiak             |
| Rumänien      | Dionysius Hayom Rumbaka  | Petya Nedelcheva                   | Yulian Hristov Vladimir Metodiev         | Petya Nedelcheva Dimitria Popstoikova            | Valeriy Atrashchenkov Elena Prus            |
| Peru          | Kimihiro Yamaguchi       | Claudia Rivero                     | Kevin Cordón Rodolfo Ramírez             | Cristina Aicardi Claudia Rivero                  | Pedro Yang Paula Rodriguez                  |
| Mauritius     | Jan Fröhlich             | Grace Daniel                       | Dorian James Willem Viljoen              | Susan Ideh Juliette Ah-Wan                       | Ola Fagbemi Grace Daniel                    |
| Kenia         | Ali Shahhosseini         | Dina Nagy                          | Dorian James Chris Dednam                | Dhanya Nair Anita Ohlan                          | Chris Dednam Michelle Edwards               |
| Kroatien      | Peter Mikkelsen          | Anita Raj Kaur                     | Mads Conrad-Petersen Mads Pieler Kolding | Ezgi Epice Claudia Vogelgsang                    | Zvonimir Đurkinjak Staša Poznanović         |
| Thailand      | Tanongsak Saensomboonsuk | Porntip Buranaprasertsuk           | Bodin Isara Maneepong Jongjit            | Porntip Buranaprasertsuk Sapsiree Taerattanachai | Patipat Chalardchaleam Savitree Amitrapai   |
| Slowenien     | Harry Wright             | Maja Tvrdy                         | Jürgen Koch Peter Zauner                 | Johanna Goliszewski Claudia Vogelgsang           | Peter Zauner Simone Prutsch                 |
| Neuseeland    | Riyanto Subagja          | Febby Angguni                      | Berry Angriawan Muhammad Ulinnuha        | Jenna Gozali Rufika Olvita                       | Glenn Warfe Renuga Veeran                   |
| Singapur      | Shon Seung-mo            | Bae Yeon-ju                        | Heo Hoon-hoi Lee Jae-jin                 | Kim Jin-ock Jung Kyung-eun                       | Lee Jae-jin Kim Jin-ock                     |
| Ukraine       | Dmytro Zavadsky          | Anne Hald                          | Andrej Ashmarin Andrej Ivanov            | Anna Kobceva Elena Prus                          | Valeriy Atrashchenkov Elena Prus            |
| Tschechien    | Petr Koukal              | Trupti Murgunde                    | Mads Conrad-Petersen Mads Pieler Kolding | Maria Helsbøl Anne Skelbæk                       | Viki Indra Okvana Gustiani Megawati         |
| Ungarn        | Dieter Domke             | Jeanine Cicognini                  | Adam Cwalina Wojciech Szkudlarczyk       | Tatjana Bibik Olga Golovanova                    | Wojciech Szkudlarczyk Agnieszka Wojtkowska  |
| Mongolei      | Michal Matejka           | Monika Fašungová                   | Davaasuren Battur Zolzaya Munkhbaatar    | Dulamsuren Munkhbayar Monika Fašungová           | Michal Matejka Monika Fašungová             |
| Zypern        | Simon Maunoury           | Špela Silvester                    | Christopher Bruun Jensen Morten Kronborg | Anastasia Chervyakova Natalia Perminova          | Henry Tam Donna Haliday                     |
| Wales         | Kristian Nielsen         | Tatiana Bibik                      | Vitaliy Durkin Alexandr Nikolaenko       | Valeria Sorokina Nina Vislova                    | Vitaliy Durkin Nina Vislova                 |
| Island        | Christian Lind Thomsen   | Ragna Ingólfsdóttir                | Anders Skaarup Rasmussen René Lindskow   | Ragna Ingólfsdóttir Snjólaug Jóhannsdóttir       | Theis Christiansen Joan Christiansen        |
| Südafrika     | Ali Shahhosseini         | Michelle Edwards                   | Dorian James Willem Viljoen              | Michelle Edwards Annari Viljoen                  | Dorian James Michelle Edwards               |
| Bahrain       | Ali Shahhosseini         | Putri Variella                     | K. A. Aneesh Sanave Thomas               | Negin Amiripour Zamanian Nejat                   | Al-Sayed Jafar Ebrahim Jafar Putri Variella |
| Türkei        | Ville Lång               | Li Shuang                          | Joel Johansson-Berg Imam Sodikin         | Emelie Lennartsson Emma Wengberg                 | Viki Indra Okvana Gustiani Megawati         |